# Boeing Bird of Prey
Il Bird of Prey fu un velivolo sperimentale segreto (un "black project") inteso a dimostrare la tecnologia stealth, sviluppato inizialmente dal Phantom Works, reparto di ricerca e sviluppo avanzato dell'azienda statunitense McDonnell Douglas e poi, dopo la sua acquisizione, dalla Boeing.
Finanziato come iniziativa privata per un costo complessivo di 67 milioni di dollari, ha avuto un ottimo rapporto efficienza-costo (se comparato ad altri programmi simili), sviluppando tecnologia e materiali per quello che sarebbe diventato più tardi l'UCAV X-45. Data la sua origine interna e non per rispondere ad una specifica emessa dall'United States Air Force come di consueto in progetti simili con ritorni sul mercato militare, il programma non ricevette la designazione di aereo X.
Non ci furono piani per rendere pubblico questo aereo. Fu progettato per essere un dimostratore tecnologico.

## Storia del progetto

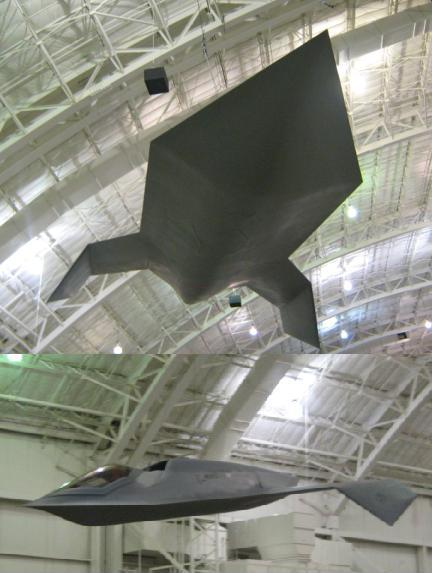
Bird of Prey in esposizione al National Museum of the United States Air Force

Lo sviluppo del Bird of Prey ebbe inizio nel 1992 nella divisione per progetti speciali Phantom Works della McDonnell Douglas. Il nome del velivolo, ufficialmente designato per la particolare configurazione alare che ricorda un rapace (bird of prey in inglese), si ritiene essere anche un riferimento allo Sparviero klingon della serie televisiva Star Trek. La Phantom Works più tardi diventò parte del Boeing Integrated Defense Systems dopo la fusione della Boeing–McDonnell Douglas nel 1997.
A causa della sua natura da aereo dimostratore, il Bird of Prey ha usato un turboventola COTS, e controlli manuali idraulici invece che fly-by-wire; questo abbreviò il tempo di sviluppo e ridusse significatamene i costi.
La forma era sufficientemente aerodinamica da volare senza correzione da parte del computer, una caratteristica che non si trova nei caccia moderni o aerei stealth, come il F-16 Fighting Falcon o l'F-117 Nighthawk. La sua stabilità aerodinamica è dovuta agli stessi meccanismi che si trovano negli aerei canard. Questa configurazione permette all'aereo di essere stabile anche senza coda orizzontale e timone di coda ed è ora uno standard per i moderni aerei stealth UAV come l'X-45 e l'X-47. Questi aerei senza coda utilizzano i "drag rudders": superfici di controllo alle estremità alari in grado di operare come una sorta di aerofreni che si muovono in modo asimmetrico rispetto all'asse del velivolo.
Al termine del progetto di ricerca, il velivolo venne mostrato al pubblico per la prima volta il 18 ottobre 2002, venne quindi ceduto al National Museum of the United States Air Force presso la Base aerea Wright-Patterson vicino Dayton, Ohio, il 16 luglio 2003 che da allora lo espone nella sua struttura.

## Impiego operativo
Al primo volo del 1996, ne seguirono un totale di 39, fino alla conclusione del progetto (1999).